# Gran Scala
Gran Scala era un macroproyecto del consorcio ILD (International Leisure Development) para emplazar un gran complejo de ocio en la comarca española de Los Monegros.
Contaba con una inversión prevista de 17.000 millones de euros y contemplaría la construcción de 32 casinos, 70 hoteles, 6 grandes parques temáticos (y 12 pequeños), museos, campos de golf, centro comercial y un hipódromo. Los promotores esperaban que el complejo Gran Scala recibiese 5,5 millones de turistas anuales en 2014 y 25 millones en 2020 cuando el proyecto se encontrase finalizado, aspirando a convertirse en la tercera oferta mundial de casinos, después de Las Vegas y Macao.
La opacidad y escasa envergadura de los inversores, la falta de concreción material y técnica del proyecto y otras circunstancias han hecho dudar del verdadero trasfondo del proyecto, que ha llegado a tildarse de fraude.
El proyecto naufragó definitivamente en febrero de 2012 al no ejercerse la opción de compra que los promotores tenían sobre los terrenos sobre los que iba a desarrollarse el proyecto.

## Desarrollo
Gran Scala preveía dos fases de realización del proyecto debido a la complejidad de la construcción.

### Primera fase
La primera fase habría de comenzar en 2012 y abrirse al público a mediados de 2014 con tres grandes parques temáticos —Spyland (espías), Aquantia (agua) y SpacePortLeisure (espacio)— cuatro pequeños parques y un primer grupo de diez casinos, así como otros servicios de ocio. Se habla también de un parque temático basado en el cine.

### Segunda fase
La segunda fase, que se abriría en 2020, permitiría añadir los otros parques temáticos y tener en funcionamiento 32 casinos, mientras se construyen en paralelo el resto de infraestructuras: hoteles, restaurantes y otros servicios.
ILD es la única entidad responsable del diseño y el desarrollo de Gran Scala. En ningún caso se va a operar casinos, hoteles, restaurantes o parques.[cita requerida]
ILD, como promotor inmobiliario, quería atraer a los inversores de la industria de la hostelería, de los juegos y la industria del entretenimiento para construir y operar todos los casinos, hoteles y parques de atracciones.

## Tematización de la historia
La Historia y su cronología era el principal tema de Gran Scala.
Para Gran Scala, la historia de la civilización se agrupará en 16 períodos distintos:
- El hombre ante el descubrimiento de la escritura
- El Egipto de los faraones
- El Oriente Medio
- El período griego
- Roma
- El período celta
- La era feudal
- El Mediterráneo medieval
- Pre-civilizaciones precolombinas
- La Europa Occidental de la Edad Media
- El siglo XV
- El siglo XVI
- El siglo XVII
- Asia en el siglo XVIII
- El siglo XIX
- El mundo contemporáneo
- El futuro

Cada período histórico tiene dos complejos constituidos por un pequeño museo dedicado a la época, un hotel y un casino.

## Problemas medioambientales
Muchos grupos ecologistas y medioambientalistas, entre los que destacan Ecologistas en Acción, SEO Birdlife y la Fundación Ecología y Desarrollo, han mostrado sus serias dudas al respecto. Entre otros aspectos, destacan el elevado consumo de carburante que implicaría, ya sea en forma de combustible para automoción o para aviones, el desplazamiento de los millones de personas que publicitan los promotores. Este consumo, además de redundar en un agotamiento de recursos fósiles finitos y agravar la crisis económica que está provocando su carestía, contaminaría la atmósfera con millones de toneladas de CO2, afirman. Asimismo, señalan la severa afección implícita en el desarrollo de una ciudad de tamaño mediano (la «tercera de Aragón», según sostienen fuentes gubernamentales) con sus desarrollos urbanísticos consustanciales en plena estepa de alto valor ambiental.
Los promotores aseguran, no obstante, que las garantías medioambientales son una «condición sine qua non», puesto que el desarrollo del proyecto contará con expertos en materia de reciclaje del agua, sistemas de riego eficientes y preservación de suelo, fauna y flora.

### Críticas
El proyecto ha recibido fuertes críticas por algunos sectores de la sociedad y han aparecido movimientos que se oponen al proyecto entre los cuales destaca la «Plataforma Stop Gran Scala» y la coordinadora «Los Monegros no se venden».

### Dudas sobre su viabilidad
El proyecto ha recibido críticas por su dudosa viabilidad, así como por «los sospechosos antecedentes de algunos de los personajes relacionados con el proyecto y la falta de transparencia sobre la identidad de los inversores». Apoyado por líderes del Partido Aragonés (PAR), especialmente por su líder y actual vicepresidente del gobierno autonómico aragonés, José Ángel Biel, genera serias dudas incluso entre miembros del PSOE, su aliado en el gobierno.